# جايسون كلارك (لاعب دارت)
جايسون كلارك (بالإنجليزية: Jason Clark)‏ هو لاعب دارت بريطاني، ولد في 26 مارس 1969 في هامرسميث في المملكة المتحدة.

## وصلات خارجية
- جايسون كلارك على موقع DartsDatabase.co.uk (الإنجليزية)